# كيمب راسموسن
كيمب راسموسن (بالإنجليزية: Kemp Rasmussen)‏ هو لاعب كرة قدم أمريكية أمريكي، ولد في 25 مايو 1979 في روتشستر في الولايات المتحدة.